# Kąty Rybackie (przystanek kolejowy)
Kąty Rybackie – zlikwidowany wąskotorowy przystanek osobowy znajdujący się we wsi Kąty Rybackie w gminie Sztutowo, w powiecie nowodworskim, w województwie pomorskim. Położony jest na linii kolejowej ze Stegny Gdańskiej do Piasków. Odcinek tej linii ze Sztutowa do Piasków otwarto w 1944 roku, jednak po 1945 roku został on rozebrany.